# Săliștea (okręg Vâlcea)
Săliștea – wieś w Rumunii, w okręgu Vâlcea, w gminie Malaia. W 2011 roku liczyła 266 mieszkańców.